# Патріс Ажуер
Патріс Ажуер (фр. Patrice Hagelauer; нар. 5 січня 1948) — колишній французький тенісист.
Найвищим досягненням на турнірах Великого шолома було 3 коло в одиночному розряді.

## Фінали Гран-прі за кар'єру

### Парний розряд: 1 (0–1)
| Результат | Рік  | Турнір           | Покриття | Партнер              | Суперники                    | Рахунок  |
| --------- | ---- | ---------------- | -------- | -------------------- | ---------------------------- | -------- |
| Поразка   | 1977 | Цюрих, Швейцарія | Тверде   | Крістоф Роже-Васслен | Райнгарт Пробст Нікола Пилич | 3–6, 1–6 |